# Tapeinosperma nitidum
Tapeinosperma nitidum är en viveväxtart som beskrevs av Carl Christian Mez. Tapeinosperma nitidum ingår i släktet Tapeinosperma och familjen viveväxter. Inga underarter finns listade i Catalogue of Life.